# 岡本菜摘
岡本 菜摘（おかもと なつみ、1994年3月2日 - ）は、日本の女性歌手。北海道出身。第6回全日本アニソングランプリ優勝者。

## 来歴
北海道千歳高等学校出身。中学時代まではJ-POPを好み、高校時代には残響レコードのアーティストの楽曲に傾倒する。
専門学校札幌ビジュアルアーツ音響学科ヴォーカル専攻1年時の2012年10月7日にニューピアホールで開催された第6回全日本アニソングランプリのFINALステージで「インフィニティ」を歌唱し、グランプリを獲得。翌月の11月23日、「ANIMAX MUSIX」にてグランプリ受賞後初のステージに立ち、2013年7月24日にメジャーデビューを果たした。初めて買ったCDはORANGE RANGEの『musiQ』、目標とするアーティストにはLiSAを挙げている。
その後2015年時点では北海道に活動の場を移し、2016年9月からは自身が邦楽ロックにのめり込んだきっかけでもある残響レコードの「機長」こと河野章宏とデュオ「Odile」を結成しnatsu名義でボーカルとして活動。結成のきっかけは岡本が札幌のラジオ局のDJ担当番組で河野のプロデュースしたバンドにインタビューを行った際に時間があった河野が岡本のライブを見てギターでの参加を申し出たこととしている。
2018年には「O'dile」へのユニット名変更とともに名義を「nats.」に変更。2019年9月の休養報告以降は音楽活動を停止、事実上の引退となっている。

## ディスコグラフィ

### シングル
| 枚  | 発売日        | タイトル | 規格品番    | 規格品番  | 最高位 |
| 枚  | 発売日        | タイトル | 初回限定盤  | 通常盤    | 最高位 |
| --- | ------------- | -------- | ----------- | --------- | ------ |
| 1st | 2013年7月24日 | -Mirage- | SVWC-7945/6 | SVWC-7947 | 68位   |

### タイアップ
| 楽曲     | タイアップ                                         |
| -------- | -------------------------------------------------- |
| -Mirage- | テレビアニメ『幻影ヲ駆ケル太陽』エンディングテーマ |

### 参加作品
- ZERO/Endless NOVA performed by AG7  AG7（喜多修平/HIMEKA/佐咲紗花/河野マリナ/鈴木このみ/岡本菜摘/小林竜之）名義[12]
- JR北海道「北海道新幹線で行く東北の旅。」キャンペーンサイトスペシャルムービー『北海道新幹線でいこう。北海道の旅へ。』BGM楽曲ボーカル[13]
- O'dile
  - WARMDUSCHER（2017年7月12日）
  - Faux Blanc（2018年5月16日）

## 出演
テレビ
- STUDIO MUSIX（BSアニマックス 2013年7月7日）

ラジオ
- GO ALIVE!（FM NORTH WAVE、2015年4月2日 - 2017年3月30日[14][8]）